# Helictotrichon blavii
Helictotrichon blavii là một loài thực vật có hoa trong họ Hòa thảo. Loài này được (Asch. & Janka) C.E.Hubb. mô tả khoa học đầu tiên năm 1939.